# 프랑크 소제
프랑크 가스통 앙리 소제(프랑스어: Franck Gaston Henri Sauzée 1965년 10월 28일~)는 프랑스의 전직 축구 선수, 감독이다. 현역 시절 포지션은 미드필더와 수비수로 1988년부터 1993년까지는 프랑스 국가대표팀 소속으로 활동했다. 그는 국제 A매치 39번의 경기에 출전해 9골을 넣었으며 다수의 경기에서 주장을 맡기도 했다. 그는 같은 시기 소속 구단에서도 큰 성과를 냈는데, 마르세유 소속으로 디비시옹 1을 3번 우승하고 1993년 챔피언스리그 우승을 거두었다. 이후, 그는 스코틀랜드의 하이버니언에서 말년을 보냈는데, 은퇴 직후 이 구단의 지휘봉을 잠시 잡기도 했다. 현역 은퇴 후, 소제는 프랑스 텔레비전 방송사에서 평론가로 활동했다.

## 클럽 경력

### 소쇼
아르데슈 주 오브나 출신인 소제는 소쇼에서 신고식을 치렀고, 1983년 8월에 루앙을 상대로 17세의 나이에 첫 경기를 치렀다. 구단은 1987년에 디비시옹 2로 강등되었지만, 이듬해 디비시옹 1 복귀에 성공했다. 소제는 1988년 쿠프 드 프랑스 결승전도 열렸는데, 소쇼는 메스와의 승부차기까지 간 끝에 패했고, 같은 시즌 디비시옹 1 승격에 성공했다.

### 마르세유 1기
소제는 1988년에 마르세유로 이적해 큰 성공을 거두었다. 그는 2년 동안 마르세유에 머무르며 프랑스 리그를 2년 모두 우승했고, 1989년에는 쿠프 드 프랑스도 석권했다.

### 모나코
소제는 이후 모나코에서 1990-91 시즌, 딱 1년을 보냈다. 그는 아르센 벵어 감독이 지휘하는 구단의 일원으로 개인 통산 2번째 쿠프 드 프랑스 우승을 달성했다. 그의 부재중에, 마르세유는 1991년 유러피언컵 결승전을 승부차기 끝에 츠르베나 즈베즈다에 패했다.

### 마르세유 2기
소제는 1991년에 마르세유로 복귀해 또다시 성공을 거두었다. 마르세유는 1991-92 시즌 리그를 우승해 챔피언스리그에 참가해, 프랑스 구단들이 1번도 거두지 못한 유러피언컵 우승에 도전했다. 결국, 마르세유는 1993년 챔피언스리그 결승전에서 밀란을 1-0으로 이기며 전대미문의 업적을 달성했다. 소제는 앞서 레인저스와의 조별 리그 경기에서 결정적인 득점을 넣어 결승행을 확정지었었다. 소제는 당시 중원에서 강하게 차넣는 선수로서 명성을 떨치기도 했는데, 그의 재능은 마르세유가 파리 생-제르맹과 1993년 5월에 우승권 경쟁에서 우위를 점하는 데 중요한 역할을 했다.
그러나, 구단의 영광은 승부 조작 스캔들로 얼룩졌다. 마르세유는 같은 해 앞서 1993년 리그도 우승했지만, 베르나르 타피에 구단 회장이 마르세유의 상대를 매수한 사실이 발각되어 리그 우승이 취소되었다. 이 사건의 여파로, 마르세유는 이듬해 유러피언컵에 참가하지 못하게 되었다.

### 아탈란타
마르세유는 승부 조작의 대가를 크게 치렀는데, 구단의 선수들이 타 구단으로 이적하기 시작했고, 소제도 세리에 A의 아탈란타로 이적했다. 그러나, 그는 큰 성공을 거두지 못했고, 프란체스코 구이돌린 감독은 10경기 만에 경질당했고, 소제 본인도, 16번의 경기에 출전해 1골을 넣는 데 그쳤다. 구단은 시즌을 뒤에서 2위로 마감했고, 그 결과 세리에 B로 강등당했다.

### 하이버니언
프랑스에서 큰 성공을 거둔 그는 스코틀랜드의 하이버니언에서도 큰 관심을 받은 선수였고, 1999년부터 2002년에 은퇴할 때까지 주장도 역임했다. 그는 주장으로서, 하이버니언의 스코티시 프리미어십 경쟁력을 회복시켰고, 2001년 스코티시컵 결승전. 하이버니언은 리그에서도 3위의 성적을 거두어 UEFA컵에 진출했다.
소제는 이스터 로드의 전설로 거듭나 하이버니언 지지자들로부터 "신"(Le God)으로 수식되었는데, 그는 2005년 "풋볼 포커스"지의 역대 최고 대중 영웅으로 꼽았다. 소제는 특히 하트 오브 미들로디언과의 에든버러 더비 경기에서 좋은 성적을 거두었는데, 선수와 감독으로서 치른 9경기에서 진 적이 없다.(하트 오브 미들로디언은 소제가 빠진 2000년 5월에 하이버니언을 상대로 승리를 거두었다) 그는 3-0으로 이긴 타인캐슬 원정 경기에서 득점하여 "천년 더비" 경기를 3-0으로 이겼고, 그는 이 경기에서 머리를 넣어 3-1로 이긴 경기에도 득점을 올렸지만, 상대 선수의 거친 견제로 무의식 상태로 쓰러졌었다.

## 국가대표팀 경력
소제는 1988년부터 1993년까지 프랑스 국가대표팀 경기에 39번 출전해 총 9골을 기록했다. 이 중, 소제는 9번의 경기에 주장 완장을 차고 경기에 임했고, 유로 1992 본선에 참가했다. 그는 프랑스 U-21 국가대표팀 일원으로 1988년 유럽 U-21 선수권 대회를 우승했었다. 그러나, 소제의 마지막 프랑스 성인 국가대표팀 경기는 실망스럽게 끝났는데, 프랑스는 파르크 데 프랭스에서 열린 불가리아전을 1-2로 패했다. 이 경기 패배로 인해 프랑스는 1994년 월드컵 본선행이 좌절되었고, 에리크 캉토나, 로랑 블랑, 마르셀 드사이, 디디에 데샹, 그리고 장-피에르 파팽 등의 쟁쟁한 선수들이 포진한 선수단은 월드컵 본선 무대를 밟지 못하는 비극을 맞이했다.

### 국가대표팀 득점 목록
아래의 점수에서 왼쪽의 점수가 프랑스의 점수이며, 점수 열은 소제가 득점한 후 득점 상황을 나타낸다.
| #  | 날짜             | 경기장                         | 상대         | 점수 | 결과 | 대회                 |
| -- | ---------------- | ------------------------------ | ------------ | ---- | ---- | -------------------- |
| 1. | 1988년 11월 19일 | 베오그라드 스타디온 파르티자나 | 유고슬라비아 | 2–1  | 2–3  | 1990년 월드컵 예선전 |
| 2. | 1990년 3월 28일  | 부다페스트 네프슈터디온        | 헝가리       | 3–1  | 3–1  | 친선경기             |
| 3. | 1991년 2월 20일  | 파리 파르크 데 프랭스          | 스페인       | 1–1  | 3–1  | 유로 1992 예선전     |
| 4. | 1991년 3월 30일  | 파리 파르크 데 프랭스          | 알바니아     | 1–0  | 5–0  | 유로 1992 예선전     |
| 5. | 1991년 3월 30일  | 파리 파르크 데 프랭스          | 알바니아     | 2–0  | 5–0  | 유로 1992 예선전     |
| 6. | 1991년 8월 14일  | 포즈난 시립경기장              | 폴란드       | 1–1  | 5–1  | 친선경기             |
| 7. | 1993년 7월 28일  | 캉 미셸 도르나노               | 러시아       | 1–0  | 3–1  | 친선경기             |
| 8. | 1993년 8월 22일  | 스톡홀름 로순다 스타디온       | 스웨덴       | 1–0  | 1–1  | 1994년 월드컵 예선전 |
| 9. | 1993년 10월 13일 | 파리 파르크 데 프랭스          | 이스라엘     | 1–1  | 2–3  | 1994년 월드컵 예선전 |

## 감독 경력
알렉스 맥리시 감독이 2001년 12월에 레인저스 감독으로 취임하면서, 소제가 공석이 된 하이버니언의 감독이 되었다. 그는 구단 감독을 맡은 역대 2번째 비스코틀랜드인 감독이자 1919년 이래 첫 감독이었다. 그의 감독 취임은 의외라는 평가였는데, 하이버니언 이사진은 전날 맥리시의 대체자를 찾기 위해 하루 토론하는데 그쳤기 때문이었다. 앞서 몇 주 전에 아킬레스건 부상을 당했던 소제는 감독일에 집중할 수 있도록 현역 은퇴를 선언했다.
그의 임기는 성공적이지 못했다. 그는 총 15번의 경기 중 1승만을 챙겼고, 2001-02 시즌 스코티시 프리미어십 경기에서는 무승에 그쳤다. 최하위인 세인트 존스톤에게마저 승리를 헌납하면서, 그는 취임 69일 만인 2002년 2월에 하이버니언 감독직에서 해임되었다. 경질 후, 소제는 하이버니언은 강등의 가능 위험성이 없었다고 밝혔다. 그의 자신감은 보비 윌리엄슨이 신임 감독으로 취임해 세인트 존스톤에 3-0으로 완파하면서 입증되었고, 하이버니언은 안정적으로 잔류에 성공했다. 소제는 얼마 되지 않는 임기로 좋은 감독이었는지 평가를 받기에는 짧다는 의견이 많았다. 앨런 고든을 비롯한 전 선수와 다수의 하이버니언 지지자들은 "더 스코츠맨"지에 하이버니언의 소제에 대한 나쁜 대우에 반대의 목소리를 전달하기도 했다.
2011년 9월, 테드 브랙의 저서 "소제는 한 명뿐이다."(There's Only One Sauzée)에 프랑크 소제의 하이버니언 시절을 저술했고, 블랙 & 화이트 출판사에 출판했다.

## 해설가 활동
소제는 하이버니언을 떠나 모국 프랑스에 복귀해 프랑스 텔레비전의 해설가로 활동했다. 그는 본래 카날+에서 6년을 활동했다. 텔레비전 중계 경기의 분석하는 것 외에도 소제는 월요일 야간 축구 토크쇼에 출연했다. 소제는 2008년에 카날+을 퇴사하여 리그 1 중계권을 쥔 오랑주에서 같은 업무를 맡았다. 2012년 여름, 그는 카날+로 복귀했다.

## 수상
소쇼
- 디비시옹 2: 1987–88[3]
- 쿠프 드 프랑스 준우승: 1987–88[3]

마르세유
- 디비시옹 1: 1988–89, 1989–90, 1991–92.[3] 1992–93
- 쿠프 드 프랑스: 1988–89[3]
- 챔피언스리그: 1992–93[3]

모나코
- 쿠프 드 프랑스: 1990–91[3]

스트라스부르
- 쿠프 드 프랑스 준우승: 1994–95[3]
- 인터토토컵: 1995[28]

하이버니언
- 스코틀랜드 1부 리그: 1998–99
- 스코티시컵 준우승: 2000–01[3]

프랑스 U-21
- 유럽 U-21 선수권 대회: 1988[3]